# بنجامين بولجر
بنجامين بولجر (بالإنجليزية: Benjamin Bolger)‏ هو مدرس أمريكي، ولد في 1975 في فلينت في الولايات المتحدة.